# Saint Ké-Collédoc
Saint Ké, sant Ke, sant Quay, Saint Kea, saint Kénan (né probablement en Hibernie, mort à Cléder en + 550), est un saint ermite breton, originaire de Bretagne insulaire ou d'Irlande, autrefois très populaire et auquel on dédiait sous des noms variés, nombre d'églises et de chapelles, de villages et de places. D'après de nombreux hagiographes, « Ké » et « Colledoc » sont un seul et même saint du fait de l'alliance des deux prénoms dans les noms de paroisses médiévaux, tel « Kécoledoci » formé à partir de Ké et de Colledoc. Ce saint, lequel aurait participé à la vie du Roi Arthur, reste assez mystérieux, et même qualifié de « fabuleux ». En effet, mis à part le chef de saint Ké, et son auge de pierre, reliques qui par la suite disparurent, aucun texte de sa main, aucune trace historique ne nous sont parvenus, que la « légende dorée » des saints de Bretagne. On ne sait non plus avec certitude s'il était fils d'un roi, et d'ascendance galloise, écossaise, irlandaise, ou même norvégienne.
Il serait venu en Armorique, dans le Léonnais, pour échapper aux Scots qui avaient envahi son pays, avec un vieux serviteur et quelques compagnons. « Ses dernières années furent consacrées à évangéliser les habitants de ces lieux [où] se forma, dans la suite, la paroisse de Cléder. À sa mort, arrivée à la fin du Ve siècle, son corps fut inhumé dans son oratoire, qui fut transformé par la suite en église paroissiale ».

## Étymologie

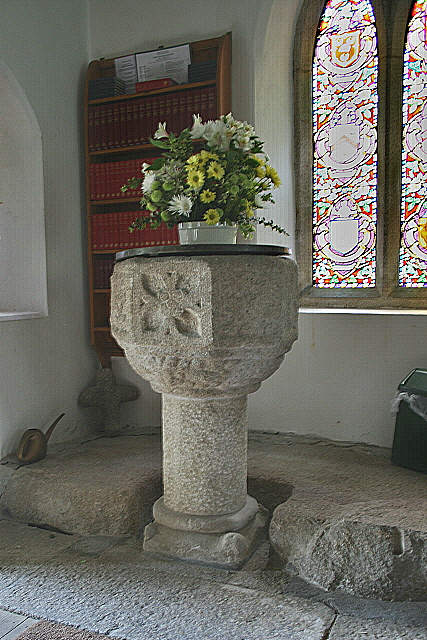
baptistère de l'église du Vieux Kéa d'où est parti saint Ké

- Ce prénom de « Collédoc » ou « Coletoc », « Colezoc » (1218)[4] puis Colezeuc (« Rivallon, fils de Colezoc » : On trouve le prénom breton « Colezoc », à Quimper[5] et à Quimperlé[6] signifiait en gallois et bas breton « chéri de », « choyé », coleddog en gallois, ou Coleddawg[7]. (Dans les Mabinogion   « Koleddawg, fils de Gwynn Gt'reint ») et comme aujourd'hui « Kolezec »[8] ,[9].
- « Ke, Kad » signifie combat en langue celtique.
- « Kenan » signifie en breton et gallois, « petit chien » (de Bret./Gall. ki/ci "chien" [ken-/cyn- en noms composés] + le suffixe diminutif -an) et en irlandais et gaélique « endurant »[10],[11].
- On fait aussi dériver Ké de Caïus, qui est le nom du premier curé de la paroisse de Saint-Quay-Portrieux.

### Autres formes
De Ké :
- St Kenan ou Keenan liturg. Kenanus, ce qui signifie « petit Ké »
- St Kenan Kollodok
- St Kecoledocus,  Kequoledoc
- St Quay
- St Qué ou Queo
- St Kae et Keao
- St Key
- St Kyle en celtique
- Che en cornouailles[12]
- St Kea en gallois
- Kay
- Key
- Keu
- Cai
- Ked
- Cornelia,
- Cyanan, Cynan
- Cianan
- Kinanus
- Quinocus
- Kenana
- Kelid
- Kelly
- Kyle[13].
- Quénan qui donnera « Guénan »[14]
- Tygwy : St Ké serait aussi st « Tegwy » ou « Tygwy » de Llandygwy(dd) , le fils de Ste Tenoi[15],[16].

De Colledoc :
- Coletoc  900[17]
- Colledog
- Colédoc  1175[18]
- Kolodoc'h
- Kycladoc  Kekaladoc
- Collodan  breton
- Koledog
- Colledeug
- Colezoc ? 1218
- Collezeuc (s.XVI)
- Kokolodok
- St Kecoledocus
- Il a été confondu également avec St Clether ou Cleder.
- Enfin Grégoire de Rostrenen, cite son nom dans la notice de saint Caradec, ou Caradoc, avec st Collodan[19]. (carus, fem.cara, « chéri » en latin)
- D'après dom Alexis Lobineau, Ké et Collodoc sont deux saints différents, il établit donc dans sa  Les Vies des Saints de Bretagne deux vies de saints et non une seule; Saint Ké serait saint Kerrien, vénéré également à saint Qué près de Tréguier, et à   Querrien près de Quimperlé. Lobineau reproche au vicaire Maurice auteur de la vie de saint Ké de tirer son inspiration du roman de Lancelot du Lac. (Le nom de Ké  est homonyme de celui du   sénéchal Keu (Cai, Queuz, Kex ou Kés)   de la Table ronde, dont l’emblème sur les armoiries, est une clef, key en anglais). Sa critique envers le personnage fantastique de la légende dorée est acerbe :

[...] persuadez que ce Maurice Vicaire de la paroisse de Cleder , qui au rapport du P. Albert le Grand , a composé en Latin la vie de saint Colledoc , qu'il confond avec saint Ké , ait eu d'autres memoires que le Roman de Lancelot du Lac , avec une imagination hardie & feconde ; pour oser nous en fier à lui , & rapporter sur sa parole toutes les fables grossieres dont il lui a plu de faire un tissu , qui n'a pas la moindre ombre de vraissemblance.
Selon Lobineau Ke , Kerianus, était simplement un « solitaire », compagnon de Collodoc à Cléder, où se trouvait le monastère ou l'ermitage, qui l'y aurait enterré à sa mort. Il y aurait donc plusieurs personnages distincts, Collodoc, Scophilus, Ké et sans doute d'autres encore...
- Cependant l'association des deux noms, Kekolecodus comme l'association de ker, « maison », accolé à un autre nom, (comme dans ker-hoad, kerstank)  a donné à penser qu'il s'agissait d'un seul personnage. Ke(r)coledocus pourrait signifier, « la maison du semeur » ou bien la « maison de paille » (d'une racine col- « paille » en celtique) mais on ne le trouve jamais écrit que sous la forme « Kecoledocus » : c'est cependant l'interprétation de l'étymologie du nom de la ville de Cleder : « la ville du semeur ». Selon une interprétation, il se pourrait que le nom de « Quay » signifie « le battu » :  du cri que les lavandières Kertugalaises auraient poussé en le voyant arriver :  « Quay! quay ! », avant de le fustiger avec des genêts, ce signifierait « tapons! tapons ! » (du verbe latin « caiare » qui signifie « frapper avec un bâton » ; Caïus étant le nom du premier curé de la paroisse)[20].

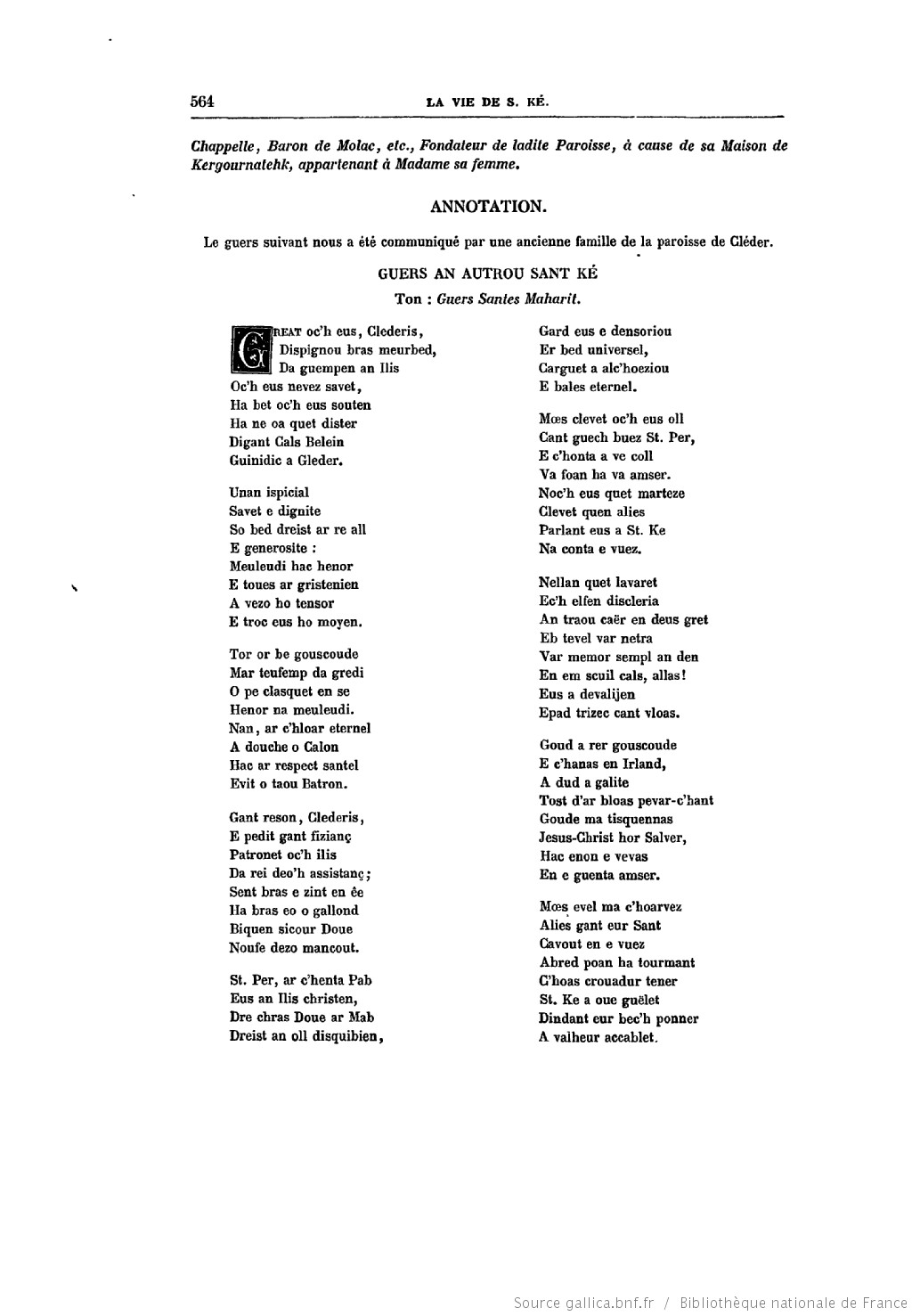
Texte de la gwerz de saint Ké (dans la "Vie de saint Ké" in "Vie des saints de Basse Bretagne" d'Albert le Grand) 1
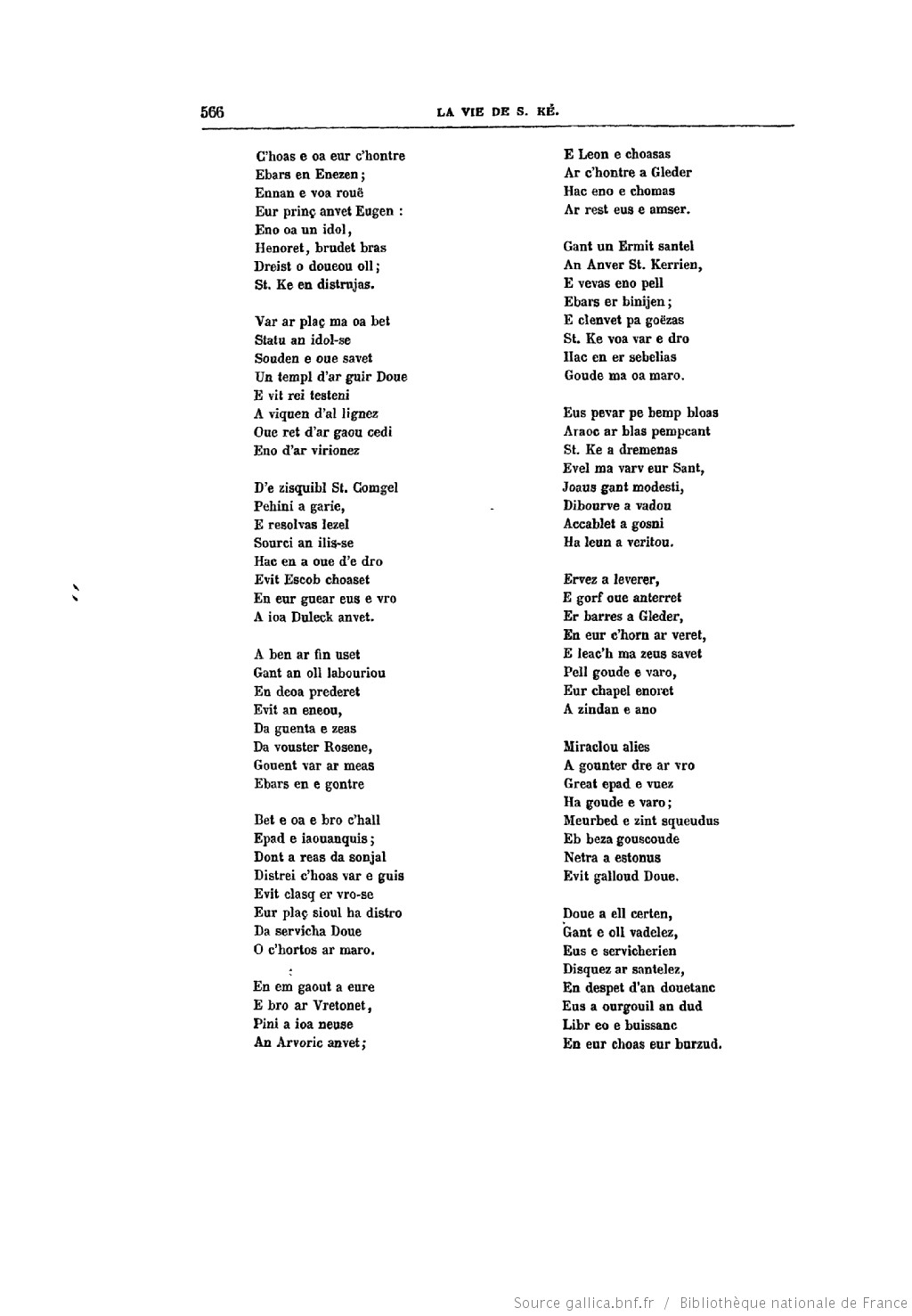
Texte de la gwerz de saint Ké (dans la "Vie de saint Ké" in "Vie des saints de Basse Bretagne" d'Albert le Grand) 2
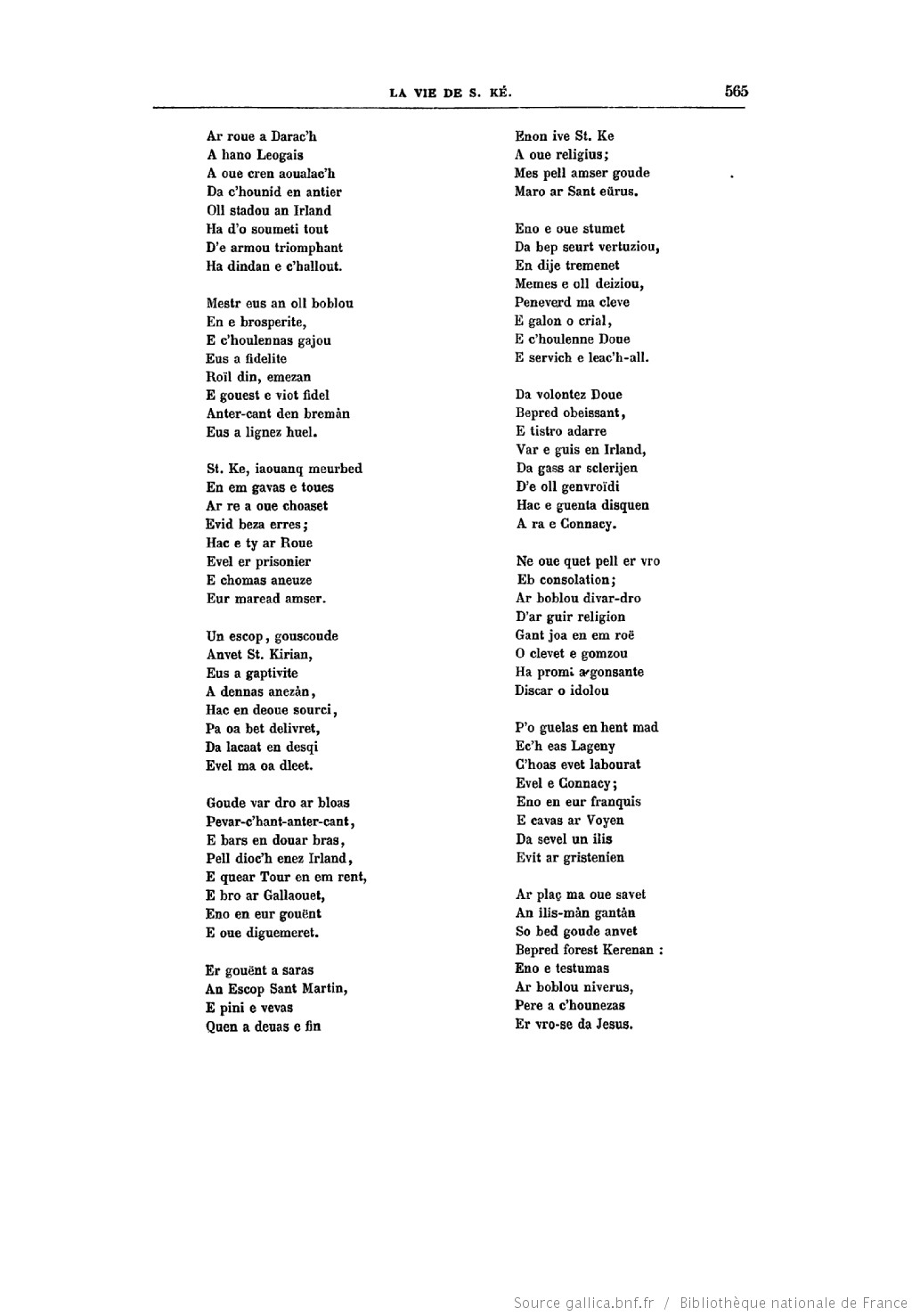
Texte de la gwerz de saint Ké (dans la "Vie de saint Ké" in "Vie des saints de Basse Bretagne" d'Albert le Grand) 3
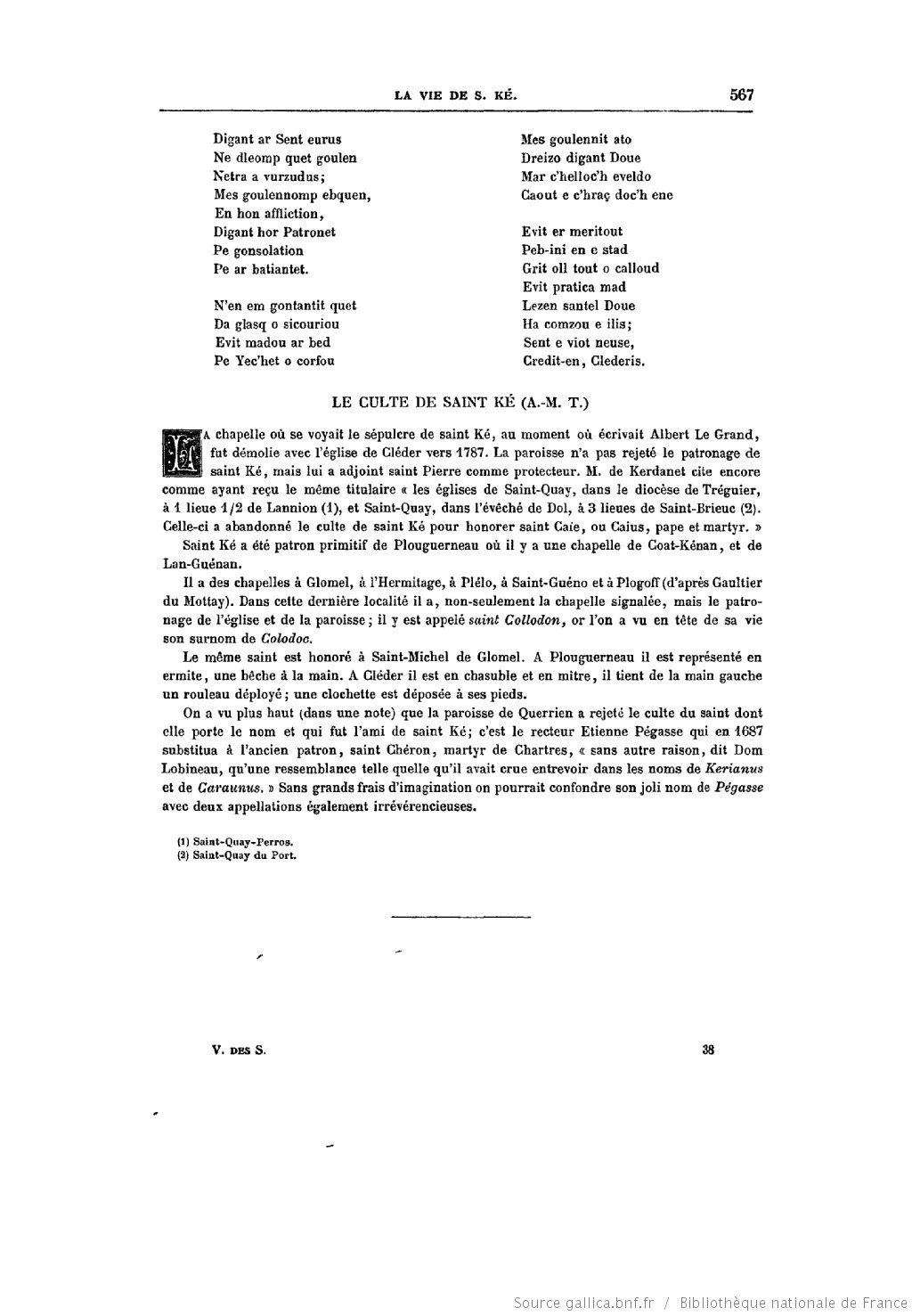
Texte de la gwerz de saint Ké (dans la "Vie de saint Ké" in "Vie des saints de Basse Bretagne" d'Albert le Grand) 4

## Ses compagnons

### Saint Kerrien
Fils de Cenydd et petit-fils de Gweltaz. Dans cette vie de saint Kerrien, Ké  est assimilé à St Kénan de Düleck et Kerrien s'appelle  également Kiéran. Ké ne serait pas arrivé seul dans une auge mais en compagnie de Kerrien.
« Des parents aisés et vertueux lui donnèrent le jour en Irlande , vers 471 et l'appliquèrent à l'étude sous des guides savants et sages que saint Kiéran choisit. Il se lia avec un de ses condisciples , saint Kénan. Ils rivalisaient d'ardeur dans la pratique des bonnes œuvres. Kerrien seconda Kénan, devenu évêque de Dulech. Il se retira avec lui à Rosené, où l'évêque démissionnaire bâtit des cellules pour de saints personnages qui le suivaient. Lorsque saint Kénan chercha une solitude dans l'Armorique, Kerrien fut un de ses compagnons. Ils débarquèrent à la côte de Léon et fixèrent leur séjour à Cléder. Ils y construisirent un couvent. Àprès bien des années, remplies de bonnes œuvres et passées dans la communauté, Kerrien obtint de se retirer dans un ermitage voisin. Il y coula ses jours dans une oraison continuelle, se livrant à de grandes austérités. Son aini lui donna des soins dans sa maladie , lui administra les derniers sacrements, lui rendit les honneurs de la sépulture, vers 543 ». Tous deux sont alors fêtés le 5 novembre.
Pour l'étymologie de Kerrien, on peut penser à un rhotacisme, Ker étant typiquement breton, entre le entre /l/ et /r/ : le double « l » de kellia (pour signifier les « cellules » en grec, et en Égypte « (kelliotes) » , donc le monastère, se retrouvant dans Kells, Kil- et Cill en Irlande, pour  Kildare, Killarney  et ce double « l » serait devenu un double « r » : ainsi Kerrien pourrait venir de Kellian, Killian. À la fin du Moyen Âge, il a souvent été francisé en Querrian ou Querrien.

### Saint Scophilus
- En Angleterre (St Kéa) comme en France (Saint-Quay-Portrieux) le nom de des paroisses de saint Kéa/Quay était associé au Moyen Âge à celui de St Scophilo (St Scophili, Saint-Scophily-sur-Mer, St Kea's-by-the-sea), ceci en de nombreux endroits, ce qui induisit en erreur et on se demandait si Scophili était une autre altération de Collodoci. En réalité on possédait avec celles de Leuthernus, et Levianus, les reliques de st Scophilo (ou Scofilo, Escuiphle, Escobille, Fili ou Phili, donnant les toponymes de Filleigh ou Philleigh , en France Kerfily, Tréfily, Saint-Malo-de-Phily (Fily)[20]), comme étant un abbé, ou un moine compagnon de saint Ké de l'Abbaye de Glastonbury, vénéré en Angleterre comme en France : ce nom se retrouvait également aux environs d'Étampes[21]. Selon une source, ce Fili serait aussi venu de l'abbaye de Glastonbury et avec Rumon, compagnon de saint Kea pendant ses années passées en Angleterre[22]. Son nom laisse supposer que, comme St Kéa, il pourrait être écossais (« scot » + phil).

### Saint Péran
Saint Péran n'est jamais venu en Bretagne, mais son culte est introduit au Xe siècle par des habitants de Cléder émigrés en Cornouailles. En rentrant au pays, ceux-ci ramènent quelques-unes des reliques du saint. Saint Péran aurait rendu la vue au roi Corbanus.

## Les récits qui nous sont parvenus

### Biographie
Selon Albert Le Grand, qui rapporte sa Vita dans les Vies des Saints de Bretagne, Collodoc naquit au début du VIe siècle au nord du pays de Galles. Son père, sans doute un prince celtique, s'appelait Ludun, et sa mère Tagu [ou bien, Tenoi, sainte celtique] Certains le relient à la ville de Landkey dans le Devon qui lui devrait son nom.

### Ses sources
Il existerait donc plusieurs saints de ce nom venus en France et la confusion entre eux fut faite avec un autre Saint Kenan, venu en Gaule à Tours. mort dans le Finistère. Sa vie fut écrite par Saint Albert Le Grand dominicain de Morlaix d'après un manuscrit d'un chanoine de Cléder appelé Maurice transmis à Albert le Grand par le marquis Sébastien de Rosmadec ainsi qu'il l'écrit à la fin de la vie de Saint Ké. Dom Lobineau remit en cause cette hagiographie. La découverte d'un manuscrit anglais du XVIe siècle, « Beunan Ké », montre que cette Vie de Saint Kenan écrite par Saint Albert était pourtant devenue populaire.
Ké est aussi un personnage de la légende du Roi Arthur de la Table Ronde, et dans la « vie de Saint Ké », se mélangent sans doute éléments historiques, hagiographiques, puis légendaires.

#### Le manuscrit
Albert-Le-Grand utilise comme source principale une vie du Saint en latin écrite par un certain Maurice, vicaire de Cléder, « gardée es archives de l'église, et à moi communiquée, dit-il, par M. Sébastien, marquis de Rosmadec
,, comte de la Chapelle, baron de Molac, etc., fondateur de ladite paroisse à cause de sa maison de Kergournadec'h, appartenant à sa femme » . Les Kergournadec'h
descendaient d'un jeune homme de Cléder qui dit-on accompagna le saint breton saint Paul lorsqu'il s'avança jusqu'à l'antre du dragon de l'île de Batz pour le chasser dans la mer. (On trouve sur la commune de Cleder les ruines du Château de Kergounadec'h.)

## Le récit de Saint Albert

### Saint Ké évêque
Saint Ké serait devenu évêque, en Angleterre, ou en Irlande près de Dublin, et se mit à distribuer sa fortune aux pauvres en aumônes, puis se destitua de sa charge pour devenir ermite en la province de Cambrie : il supplia Dieu de lui manifester sa volonté : « Étant en la ferveur de son oraison, il lui fut révélé qu'il se munit d'une clochette fabriquée par un fondeur appelé Gildas(à la façon des ermites de ce temps-là), — et marchant jusqu'à un lieu nommé Ros-Ené, au Pays de Galles où il édifierait un petit ermitage, et s'y tiendrait jusqu'à ce que Dieu lui commanderait autrement : et pour l'advertir de ce lieu, sa clochette sonnerait d'elle-mesme, lorsqu'il y serait arrivé ». Il marcha en compagnie de quelques frères dont saint Kérien et d'après une tradition locale de Cléder, Saint Péran. Au lieu-dit « grève de Saint Ké » (Krestenn-Ké en breton), il fit sourdre une fontaine miraculeuse qui guérit ensuite de très nombreux malades.
« Ayant cheminé quelques jours, ils se trouvèrent fatigués en chemin et, pour se délasser, se jetèrent sur l’herbe verte près d’un bras de mer nommé Hildrech. Comme il s’entretenait avec ses confrères, il entendit la voix d’un homme sur le bord de l’eau qui demandait en criant à un autre, qui était sur la rive opposée, s’il n’avait pas vu ses vaches qu’il avait égarées depuis quelques jours. Ce à quoi l’autre répondit qu’il les avait vues la veille à « Roz Ené » ! St-Quay, ayant entendu ce nom, descendit sur la grève de ce bras d’eau, laquelle, depuis, fut nommée en langage breton gallois Krestenn Ke. (grève de St-Ké). Ils passèrent ce bras de mer et entrèrent dans une épaisse forêt où la cloche que le saint portait commença à sonner. Ayant défriché le lieu, Colodoc et ses compagnons édifièrent une chapelle (qui existe toujours) puis un ermitage disposant de cellules pour leur méditation et leur repos. » Cette cloche de St Ké était autrefois conservée à Douarnenez.
Saint Ké construit un ermitage, puis un monastère, puis part en Bretagne.

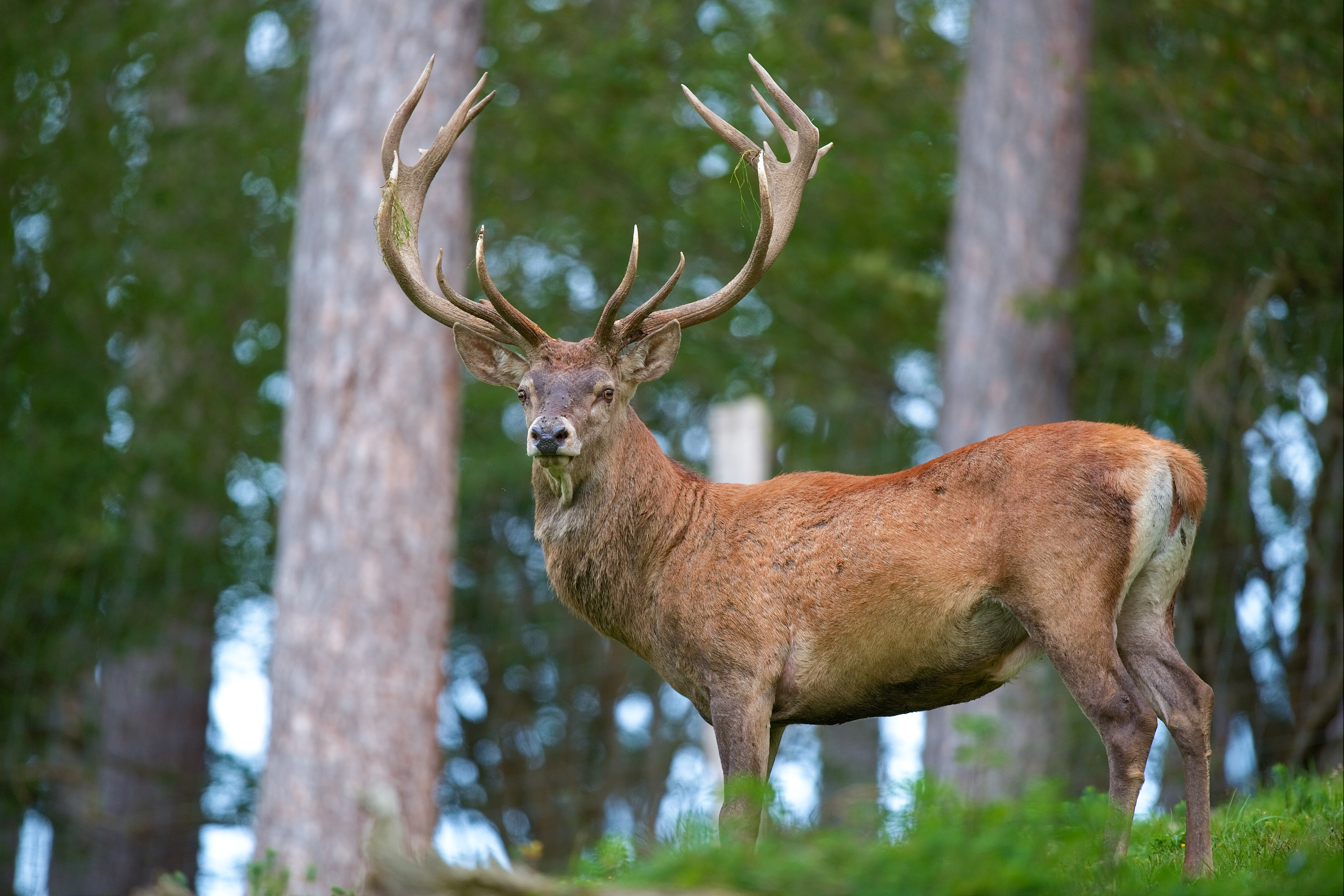

#### Liste des ermitages de Saint Ké
- Près de Bangor au Pays de Galles, Gwynedd (Caernarfonshire) se trouve son premier ermitage Llandygai (Lan-to-ké);
- St. Kea serait aussi le fondateur du monastère ou ermitage de Street, près de Glastonbury (Somerset).
- Rosenné, près de Krestenn Ké.
- Cléder

##### Description de l'ermitage
«  Ils passèrent ce bras de mer et entrèrent en une épaisse forêt, où la cloche que le saint portait commença à sonner, ce qui lui fit connaître que c'était le lieu où il se devait arrêter, dont il remercia Dieu ; et, ayant défriché ce lieu, il y édifia une petite chapelle et, auprès, de petites cellules pour soi et ses frères, avec lesquels il vaquait, jour et nuit, à prières et oraisons, se sustentant du labeur de leurs mains et des aumônes qu'on leur donnait. »

##### Le merveilleux: Le Champ du cerf
«  Il y avait, prés de ce lieu, un beau château, nommé Gudrun, dans lequel demeuroit un prince, nommé Théodoric, homme perdu et déterminé, lequel, chassant, un jour, en la forêt de Rosené, poursuivit un cerf jusques en l'ermitage du saint, où il s'était jetté et caché; et, entrant de furie dedans, il s'enquit qu'était devenu le cerf ; St Ké ne voulut le lui dire, dont il entra en telle colère, qu'il fit amener en son câteau des bœufs et une vache qui avoient été donnez au saint et dont il se servait pour tirer à sa charrue ; mais, le lendemain, il se présenta au Saint pareil nombre de cerfs, qui se laissèrent attacher à la charrue et achevèrent de charruer son champ, lequel, en mémoire de cette merveille, fut nommé, en Breton Walois, « Guestel Gnervet », c'est-à-dire, le « Champ des Cerfs », et, depuis, ces animaux servirent domestiquement St Ké et ses frères en cet ermitage.  »
 Certains pensent qu'il s'agit de serfs.
Le prénom Ké a quelque chose de ressemblant avec le nom du cerf en grec, κεραός / keraos, « cornu », de racine indo-européenne, *ker- (« corne »).

##### Fontaine de Saint Ké
«  Théodoric ayant veu de ses propres yeux ces cerfs, attelez à la charrue, faire l'office des bœufs qu'il avait ravis au serviteur de Dieu, n'en fut en rien émeu ; et, lors que le saint l'alla prier de les lui rendre, il le frappa au visage, si rudement, qu'il lui fit tomber une dent de la bouche, ce qu'il porta patiemment et alla se laver la bouche en la fontaine de son ermitage, dont l'eau, bue avec foi et confiance en l'intercession du saint, a retenu la vertu de guerir du mal des dents, et, encore à présent, les Walois (quoi qu'hérétiques) y ont recours. »

##### Premier monastère
«  Quant au cruel Théodoric, Dieu le punit des excès qu'il avoit commis à l'endroit de S. Ké, car il fut frappé d'une dangereuse maladie, qui lui ouvrit les yeux et le fit rentrer en soi-même; il fit appeler saint Ké, lui demanda humblement pardon, restitua les bœufs et amplifia son ermitage de douze arpents de terre, quoi fait, le saint pria pour lui, et il fut guéri ; mais, quelque temps après, étant à la chasse, il tomba de cheval et se rompit le col. Ayant reçu le don de Théodoric, il bâtit un monastère, assez ample, au lieu de son ermitage, et y reçut un bon nombre de religieux, et puis se resolut de passer la mer et d'aller en la Bretagne Armorique. »

#### Saint Ké à la cour du Roi Arthur

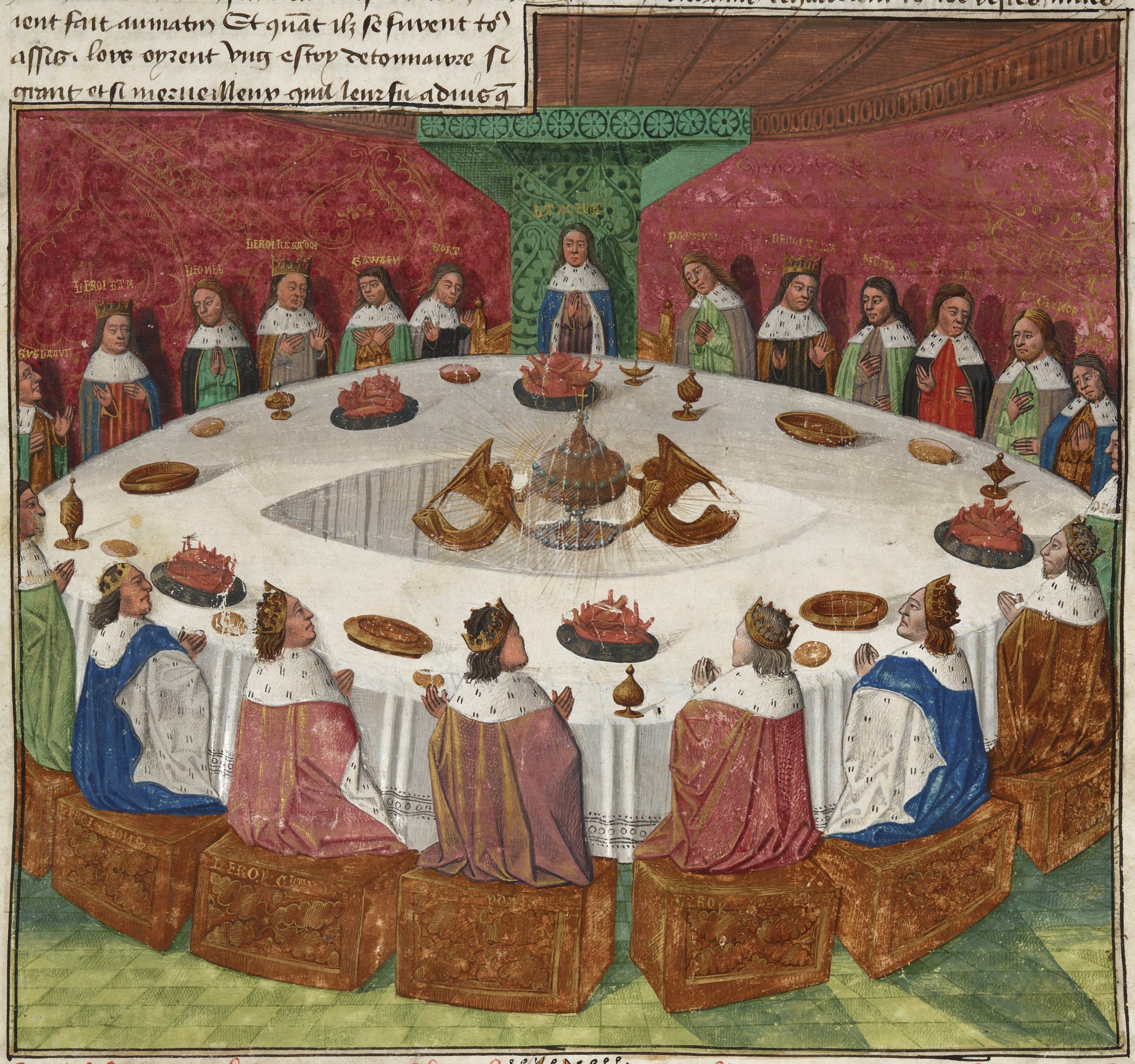

II aborda à la côte du pays de Léon, avec quelques compagnons. Ils se retirèrent au lieu où est maintenant l'église de Cléder, et y bâtirent un petit monastère. Peu de temps après, saint Quai repassa en l'île de Bretagne, avec le roi Arthur le Preux, qui était alors dans la Bretagne armoricaine, pendant que son épouse, Guenièvre la Belle, le trahissait avec son neveu Mordret : Ké fut alors député pour prier le roi de lui pardonner mais en vain.
«  Le Prince Modredus, se doutant bien qu'il serait attaqué de son oncle, avait fait alliance avec Cheldric, Duc des Saxons, auquel il avait promis l'Écosse, pourvu qu'il lui envoyat du secours contre son oncle Arthur. Cette alliance, faite par le tyran avec les barbares et idolatres, mit les Prélats en grande perplexité, pour le danger manifeste que courait la religion chrétienne, ce qui leur fit essayer à accorder les Princes ; et connaissant la sainteté de saint Ké, ils le mandèrent venir devers eux et l'envoyèrent, accompagné de six autres évêques, vers le Roi Arthur, pour le disposer à la paix et à pardonner au Prince Modredus, moyennant quelque raisonnable réparation; mais, avant que cela se peut conclure, l'armée Saxonne, composée de 800. voiles, parut à la côte de l'île, et nonobstant la valeureuse résistance d'Arthur, jetta quatre-vingt mille hommes à terre, auxquels le Prince Modredus se joignit. S. Ké, voyant ne pouvoir rien profiter en cette négociation, et ne pouvant voir la ruine et desolation de son pays, s'en retourna en Bretagne Armorique.  »
 C'est la bataille de Camlan où périt le roi Arthur et ses preux.
Il revint dans la Bretagne-Armorique. En s'y rendant, il visita et consola la reine Guenièvre en la ville de Winnton, où elle s'était retirée, et lui persuada de consacrer à Dieu le reste de sa vie : ce qu'elle fit, en se retirant dans un monastère.
Il passe à Saint-Quay-Portrieux où il fait sourdre une fontaine miraculeuse. Saint Ké (Quai) revint alors à Cléder, et y mourut, vers l'année 495 le premier samedi d'octobre, après avoir enterré son ami ermite et compagnon saint Querrien. Il y fut enseveli.

## Homonymie
Il existe plusieurs « Saint Kenan », entre lesquels régnait une certaine confusion, chez les hagiographes ; Certains, de ces trois Kenan, n'en font qu'un seul : Saint Ké serait né en Irlande, et serait évêque de Duleck, avant d'arriver à Cleder. Saint Kénan de Plouguernau aurait pour mère Tagu. Saint Ké serait saint Tegwy et aurait pour mère sainte Tenoi. Il est aussi souvent confondu avec saint Collodan.

### St Kenan, évêque irlandais de Duleek
Le véritable St Kenan de Cleder semblerait né dans le pays de Galles en Angleterre. Un second Kenan, missionnaire irlandais, naquit et vécut à Duleek près de Dublin : car y a un ou plusieurs Saint Kenan que les hagiographes confondent à l'exception de Saint Albert Selon une autre source, en effet, saint Kenan venait du Connacht, un auteur irlandais dit que Saint Kenan fut baptisé par Saint Patrick (dont il aurait écrit la biographie) et il aurait été élève du fameux Nathy d'Achonry : il traversa la mer et devint disciple de Saint Gildas. Ce saint Kenan dont parle Usher fut moine dans l'abbaye de Saint-Martin de Tours et élève de Saint Kéran : « KENAN, ou Ciànaiu (saint), Kennanus, premier évêque de Damleag, aujourd'hui Duleek en Irlande, avait été disciple de saint Martin de Tours, peut-être en même temps que saint Patrick. Ils furent ensuite élevés l'un et l'autre à l'épiscopat, et saint Kenan fit bâtir en pierres sa cathédrale ; ce qui fit donner à la ville où il avait fixé son siège le nom de Damleag, c'est-à-dire « maison de pierres », parce que les autres églises de l'île n'étaient alors qu'en bois. Cette ville prit, plus tard le nom de Duleek, et son siège épiscopal fut réuni, dans le celui de Méath. Saint Kénan mourut dans un âge très avancé, vingt ans après saint Patrice — fête le 24 novembre » Ou bien, une autre version rapporte que Ké serait donc né non au Pays de Galles mais en Irlande au temps de Saint Patrick et aurait été un des 50 enfants que le roi Lóegaire mac Néill aurait pris en otage lors de sa conquête de l'Irlande. Ce Kenan aurait évangélisé la Lagénie et la Connacie.
Il s'agit probablement de deux Kenan différents mais certains hagiographes confondent la vie de ces deux saints. Saint Quinocus serait ainsi « Saint Kénan, Quay, Que, Colodocus né en Irlande et évêque de Duleck » fêté le 12 septembre selon les Petits Bollandistes et identifié par leurs soins comme le saint Ke de Cléder. D'autre part, Kenanus est l'ancien nom de Kells, patrie du monachisme irlandais

### Kenan de Plouguernau
Un troisième Kenan aurait été prêtre du côté de Plouguerneau au temps de Saint Jaoua est fêté le 25 février.

### Kenan de Glastonbury
Selon Doble, qui a établi la topographie du saint, Saint Ké venait avec un compagnon appelé Saint Fily de l'abbaye de Glastonbury qui possède certaines de ses reliques, monastère où aurait été conservé le Saint Graal : on se rapproche de la légende du Roi Arthur : il serait parti ensuite évangéliser le Devon et la Cornouailles, le sud ouest de l’Angleterre et y fonder des lieux de culte chrétiens,. Kea pourrait aussi avoir été un descendant du roi Paternus (Padarn) de Cornwall.

### Autres légendes
- Une autre légende raconte que Kea était un jeune moine irlandais dont les compagnons naviguaient au loin, pour prêcher aux païens en Angleterre. Son chagrin d'être laissé seul était si grand qu'il tomba malade, dans un état de transe, tout en priant dans une dalle de granit creux et il s'endormit. Quand il se réveilla, il trouva à son grand étonnement que dalle de pierre flottait et continua à flotter jour et nuit à travers la tempête, jusqu'en Angleterre, les rives de la rivière Fal où se trouve la ville St Kéa dans ce qui est connu comme Church Town Creek. Là où il fonda un monastère. C'est la même légende que celle de l' « auge de pierre », qui aurait mené saint Ké à Saint-Quay-Portrieux ,«sans vivres, sans voile et sans avirons» . La légende de l'embarcation « sans voile ni rame » se retrouve dans la légende celtique de Tristan[44], mais il ne s'agit pas d'une auge de pierre[45].

## Un manuscrit retrouvé: «Beuwnans Ké»
Un manuscrit copié au XVIe siècle vers 1500, Bewnans Ke (en), relate la vie de Saint Kea) comme la Vita d'Albert Le Grand. Ce manuscrit fut étudié par Oliver Padel (en). Dans cette pièce, saint Ké est lié à l'Angleterre : Devon, Wales, et à la Cornouailles. L'original de vingt folios date probablement du XVe siècle, ressemble à la Vita   d'Albert Le Grand, d'après le manuscrit breton, écrite au XVIIe siècle ou bien eut les mêmes sources. Il est conservé dans la Bibliothèque nationale du Pays de Galles ; il fut retrouvé dans les papiers du professeur J. E. Caerwyn Williams (1912-99), de la Bibliothèque Nationale de Galles-Llyfrgell Genedlaethol Cymru en 2000-2002. Il est écrit en vers, formant des stances, mais le texte est incomplet. La première partie raconte la légende de saint Ké, mais le tyran s'appelle Teudar (ou Teuwdar), la seconde sa présence à la cour du Roi Arthur. Cette partie est à relier à l'  Historia Regum Britanniae  (Histoire des Rois d'Angleterre) de Geoffroy de Monmouth. Elle confirme la version d'Albert Le Grand de la présence de saint Ké à la Cour du Roi Arthur. Selon Gilbert Doble, elle aurait été rédigée en  cornique par un chanoine de  Glasney (en) , à Penryn, à l'usage de la paroisse de Kea,.

## Toponyme

### En Angleterre
Il y aurait au moins 1163 traces de dédicaces d'églises à saint Ké/Key en France et en Angleterre (Cornouailles), sans compter les lieux et les villes.
- Old Kea (en)

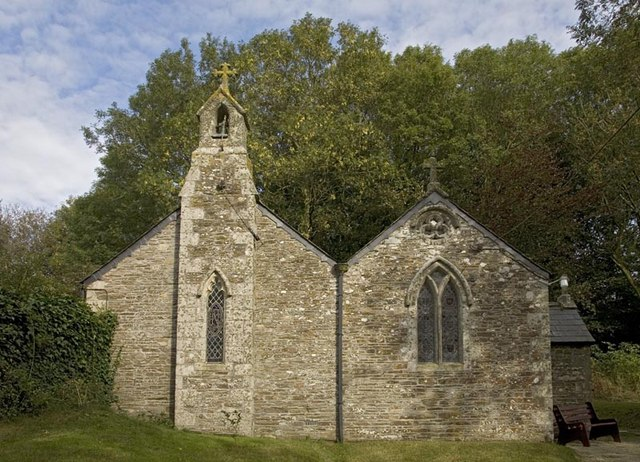
Ancienne chapelle de Saint-Kéa en Cornouailles

Dans le pays de Galles on trouve la paroisse de Saint Kea, nom anglais éponyme de Saint-Ké, et le Vieux Kea ou Old Kea (en) à 3 km de Truro, c'est là que Dodge localisait la vie de saint Ké : Voir la ville de Kea et le monastère de Kea (en) lié à la vie de saint Ké.
Landegea est le doublon de Kéa : Ce qui signifie, « l'Église de Saint-Ké ». Il s'agirait de Langegu, le port du Vieux Kéa : D'après la Vie de saint Ké par saint Albert, saint Ké embarque à « Landegu » pour la France :
«  Nous voyons sur ce bras de mer « un port appelé Landegu ». Ce port est évidemment « Old Kea » (« l'ancien Kea »), car les registres des évêques d'Exeter nous apprennent que Landegea (= le « Monastère de Kea ») était au Moyen Âge le nom du lieu où se dresse encore, au milieu des arbres, sur le bord de la rivière de Truro, la tour de la vieille église de Kea. On peut lire encore ce nom sur une carte de Cornwall datant du XVIIe siècle (celle de Thomas Martin).  »
— Revue de Saint-Brieuc
- Landkey dans le Devon.

Autre toponyme anglais, Landkey dans le Devon.
Du celtique « Lan », enclos, espace circonscrit, mot aussi courant en breton qu'en anglo-saxon : « lann », paroisse, église, habitations, ermitage, monastère ou « lann » (land), pays, contrée (de saint Kéa).
- Llandygai près de Gwynedd (Caernarfonshire) et de Bangor, serait le lieu du premier ermitage de Ké.
- Lantokai (Lan-T-Ké) se situait à Street (Somerset) : ermitage de saint Ké.
- Autres toponymes: les rues de « Key street » et « Quay street », les villes de Newquay (Cornwall) et Torquay (Devon).
- « C’est au nord du Pays de Galles, près de Bangor, que l’on trouve son premier ermitage : « Llandig.u..ay ». On le retrouve ensuite près du monastère de Glastonbury, dans le Devon. C’est là qu’il est fait mention d’une terre appelée « Lantokay » dans l’une des plus anciennes chartes de cette abbaye datée de 725. Puis à l’ouest, sur les rives de l’aber de Truro, existe une bourgade de Landdey, qui figurait sous le nom de « Landeg.!.œ. » dans un registre de 1225. Sur la rive droite de l’aber, on découvre un lieu-dit « Km ». En 1086, on l’appelle « Sanctus Ke », puis « Langi » : c’est là que se dresse encore aujourd’hui la tour de la vielle église de Kea au milieu d’arbres, au bord d’une rivière (Old Kea). Plus tard, (...) Kenan se démet de sa charge d’évèque et se retire dans un ermitage situé au sud du pays de Galles, dans la province de Cambrie. C’est là qu’il lui fut indiqué, « en la faveur d’une oraison », qu’il devait se munir d’une clochette à la façon des ermites de ce temps-là et marcher jusqu’à un lieu nommé « Roz Ene » pour y bâtir un ermitage où il attendrait que Dieu lui parle à nouveau. Pour l’avertir qu’il serait arrivé au bon endroit, la clochette devait sonner d’elle même. Colodoc, accompagné de quelques saints personnages de ses amis, suivit à la lettre les ordres divins. » [20]

Saint Ké arriva en « Bretagne » « et se trouva miraculeusement en vue de nos côtes à l’entrée de l’anse de Kertugal, qui était le port de l’époque » pour laisser son nom aux paroisses de Saint-Quay-Portrieux et Cleder.

### En France

#### Cléder

voyages de st Ké

Selon la Vita de Saint Albert, Saint Ké, prit congé de ses confrères, et leur nomma un supérieur pour tenir sa place, puis s'alla embarquer au port de Landegu, et envoya de ses disciples chez un riche marchand lui demander, par aumône, quelque peu de pain, pour aider à leur voyage. Cet homme, se moquant d'eux leur dit : « Allez mes amis, voila une grosse berne de bled sur mon aire, si vous la pouvez emporter tout entière je vous la donne », ils s'en retournèrent avec cette réponse vers saint Ké, qui ne répondit que : Meulomp Doue, ne gollomquet on esperance a fiziomp en he providance (Louons Dieu ne perdons pas espoir et fions nous à la Providence); ils n'étoient encore loin du rivage que cette bern de bled parut sur l'eau et suivit leur navire jusqu'à la côte de Léon, où le Saint et ses confrères ayant mouillé l'ancre mirent pied à terre et se retirèrent au lieu où est à présent l'église parrochiale de Cléder, où il bâtit un petit monastère (environ l'an 472, au temps du roi breton Hoël Ier) auquel il remit des reliques qu'il avoit apportées de son pays et le livre des Evangiles qu'il avoit écrit de sa main. Après un voyage en Grande-Bretagne, le Saint retourna à Cléder, et y ayant enterré son condisciple l'ermite Kerianus (saint Querrien), il tomba lui-même malade et mourut le 1er samedi d'octobre environ et fut enterré dans l'oratoire de son ermitage.
On perdit la localisation de la sépulture de Saint Ké, lorsqu'un jour, un cléderois nommé « Britalensis », vit en rêve un ange lui commandant de fouiller le côté droit du cimetière, et là il y trouverait, lui dit-il, sept corps, et celui duquel jaillirait une « source » vive souterraine serait celui de Saint Ké, et ajouta-t-il, il y aura un tremblement de terre lorsqu'on le trouvera. On fouilla donc et c'est ce qui arriva : on mit le corps du saint dans un nouveau sépulcre, il se produisit de nombreuses guérisons, dans une petite chapelle en un coin du cimetière de Cléder, qui fut démolie vers 1787 de la même dimension que la suivante qui servit reliquaire, et plus tard de chapelle pour y célébrer les offices et on reconnaîtrait encore la place qu'occupait le tombeau du saint lorsqu'en creusant des tombes dans le cimetière, on y rencontra cette source abondante, et l'on assurait, de plus, que les cercueils, malgré l'humidité, se conservaient très longtemps. Une autre source jaillissait de dessous l'église,.

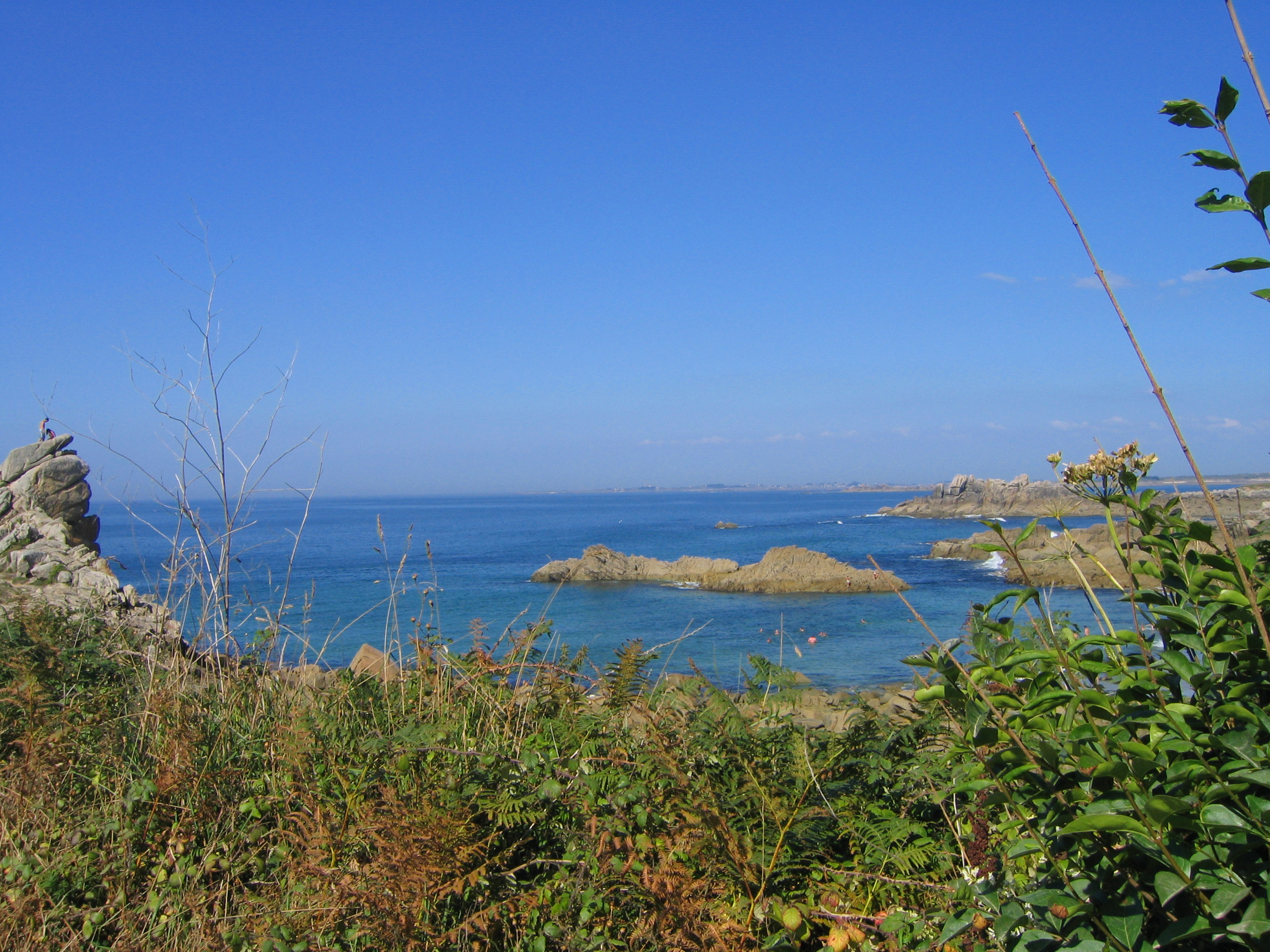
Plage de Groac'h à Cleder

« Il y a, ajoute saint Albert, en l'une et l'autre Bretagne, plusieurs églises et chapelles dédiées à ce saint prélat, dont le sépulcre se voit en une petite chapelle à lui dédiée, en un coin du cimetière de Cléder. ». On trouve une fontaine de Saint Ké à Cleder. Il aurait donné son nom à la ville de Cléder : « Indiqué Parrochia de Cleder en 1282, cette localité tire son nom de celui du saint breton Cléder à qui Saint-Clether, il était considéré comme le fils du roi gallois Brychan venant lui-même de Cornouailles. » où il est aussi vénéré sous le nom de Qué, il a une fontaine et une statue qui le représente en évêque, et il y aurait laissé un évangile écrit de sa propre main.
«  S. Ké arriva enfin à Cléder ; et, y ayant enterré son condisciple l'ermite Kerianus, il tomba lui-même malade; et, ayant dévotement reçu les sacrements, il rendit l'esprit à son Créateur, le premier samedi d'octobre, environ l'an 495, et fut enterré dans l'oratoire de son ermitage, lequel ayant été ruiné par le malheur des guerres, la mémoire du lieu de sa sépulture se perdit et fut ignorée plusieurs années  »

##### Moine cultivateur
Selon une légende Ké avait semé du blé avec succès et on appela la ville Ké-Leder, c'est-à-dire Ké le semeur. Le mot celtique « coledd », colon et cultivateur, qui a donné colo expliquerait aussi cela. Doc, qui donne Toc et Zeuc signifie aussi à pas comptés, comme « semer à pas comptés. » Selon Anatole Le Braz « il y construisit plus tard un petit monastère autour duquel poussèrent longtemps, au dire des gens du pays, les plus opulentes récoltes que jamais Bretons aient fauchées. Sur les ruines de ce monastère fut édifiée l'église de Cléder ».
- On peut aussi remarquer, ce qui peut-être est une simple coïncidence, au sujet de l'épisode des cerfs, l’homophonie entre le mot cerf en latin, et en grec, et le prénom des ermites « Ké » et « Kerrien » : cervus provient d'un radical indo-européen commun *ker- signifie « corne ».
- On fait aussi dériver Ké de Caïus, qui est le nom du premier curé de la paroisse de

Saint-Quay-Portrieux.

#### Saint-Quay

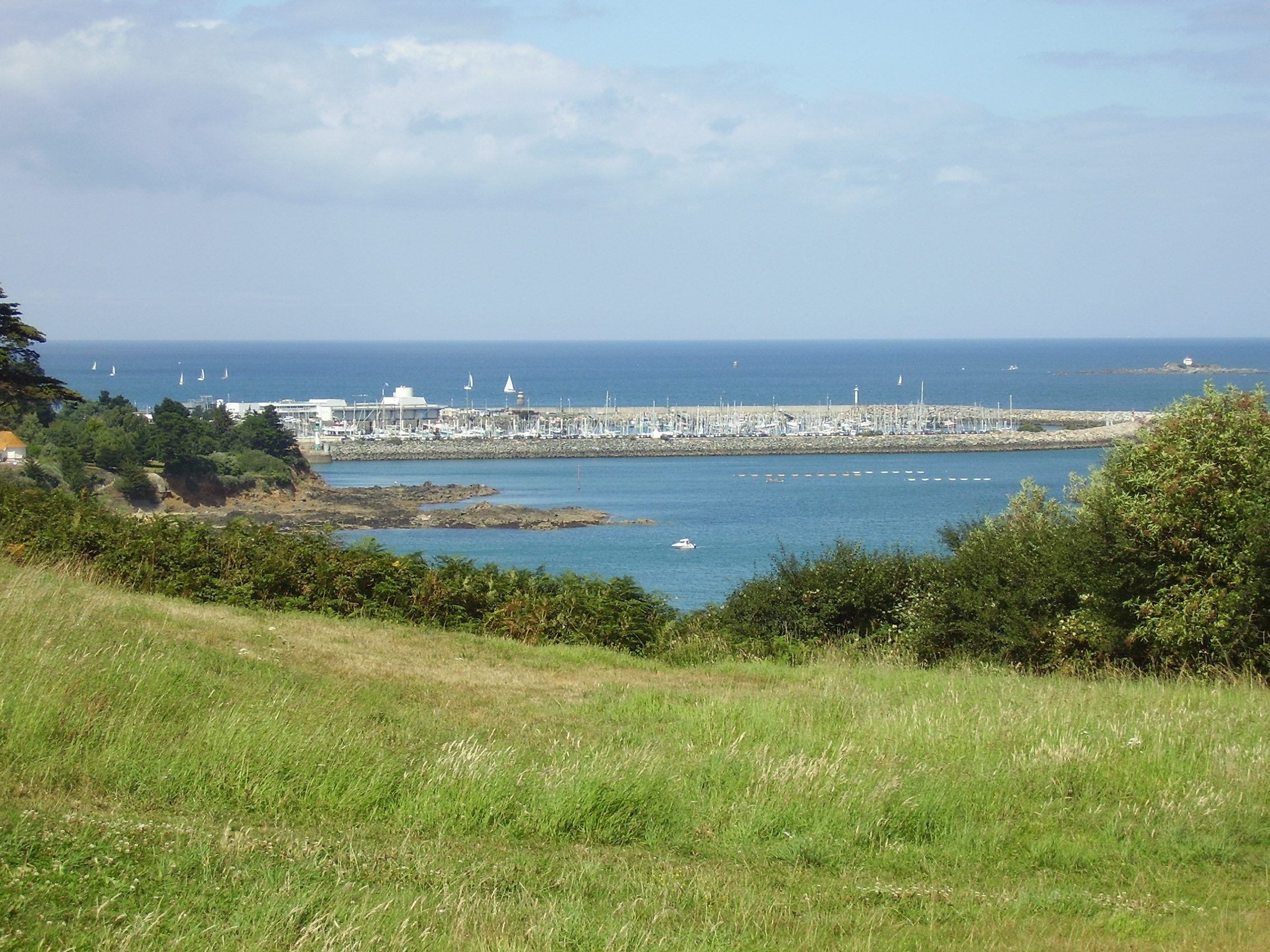
Saint-Quay-Portrieux

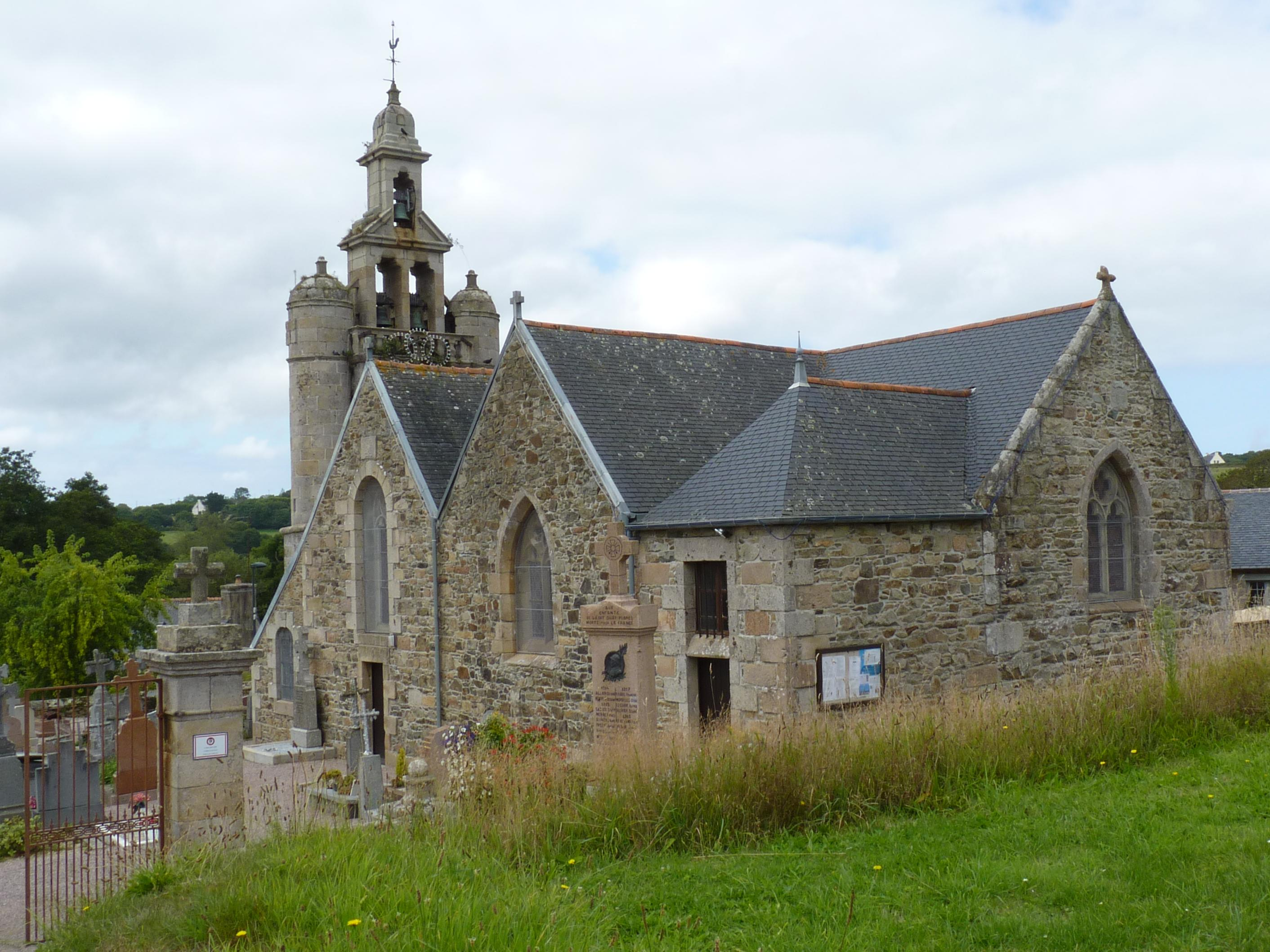
Église Saint Quay de Saint-Quay-Perros

Il donna aussi son nom aux villes de Saint-Quay-Portrieux (« Sant-Kae-Porzh-Olued ») (« Colledoci » et « Kécoledoci » pour Kéquoloedoci et Saint-Quay-Perros (« Sancto Ké »,« Sant-Kae-Perroz ») près de Lannion : la légende prétend qu’au Ve siècle l'ermite Sant-Ke débarqua au lieu-dit la Grève Gicquel à Saint-Quay-Portrieux dans une « auge de pierre », « sans vivres, sans voile et sans avirons», peut-être dans un de ces navires celtiques appelés coracle ou curragh, qui jadis étaient d'après Corentin Louis Kervran ainsi lestés afin de « d'assurer la stabilité des embarcations, de bloquer le mât qui venait s’encastrer dans la partie creuse et de servir de réserve d’eau douce durant le voyage ».
- Parvenu, non sans mal, dans l'anse de Kertugal, il fut brutalement accueilli par des lavandières qui prirent peur à sa vue, convaincues qu'il s'agissait d'un démon. Armées de branches de genêt, elles le battirent et le laissèrent pour mort. De là selon la ville de Portrieux[20] l’étymologie de saint Quay : « Mais il se pourrait que le nom « Quay » vienne, non pas du nom du moine, mais du fait qu’en l’accueillant aussi « chaleureusement », les Kertugalaises aient crié « Quay! quay ! », ce qui signifiait, dans le langage de l’époque: « tapons! tapons ! ». Ce mot viendrait du verbe latin « caiare » qui signifie « frapper avec un bâton ». Il est fort possible que les Kertugalaises aient crié « Caîa ! » (« frappe ! «) en accueillant le pauvre moine, car, au contact des Romains, les populations de toute la Gaule avaient naturellement pris un langage dans lequel les mots latins corrompus figuraient en grand nombre D’où le nom de Quay, par déformation. Mais ce nom pourrait aussi venir du prénom romain « Caïus » qui aurait été véritablement celui du « premier curé » de la paroisse.Enfin, Quay pourrait signifier « le battu », « le martyr », les ouailles du moine ayant voulu l’honorer après l’avoir fustigé. »
- Saint Ké demanda alors le secours de la Bienheureuse Vierge Marie : Elle lui apparut et fit jaillir sous ses flancs une source qui soigna ses blessures. Elle le guida ensuite à l’abri d’une ronce gigantesque pour qu'il se repose. Le lendemain, les femmes qui l'avaient battu implorèrent son pardon. La Fontaine Saint-Quay se dresse depuis à l'emplacement d'où jaillit la source, et la Chapelle « Notre-Dame de la Ronce » (détruite en 1875), trônait à l'endroit où Saint-Ké s'était reposé. Située « boulevard du Littoral », à l'angle du chemin qui mène à la grève où débarqua Saint Quay, un « petit édifice en granit de forme pyramidale » abrite comme à Cléder la « Fontaine de Saint-Quay »[70] : son eau de cette source avait pensait-on des vertus guérissantes. Il est dit aussi que depuis le genêt ne pousse plus sur la commune de Saint-Quay-Portrieux.

Saint-Quay-Perros est un démembrement de l’ancienne paroisse primitive de Pleumeur-Bodou. La paroisse de Saint-Quay-Perros (ancien diocèse de Tréguier) est citée dans le procès de canonisation de Saint-Yves en 1330 sous l’appellation « parrochia de Sancto Ke, Trecorensis dicesis ».
En 1158 la paroisse de St Scophili devint St-Colodoc jusqu’en 1197. Or, à la même époque et jusqu’en 1437, la paroisse de Kea, en Cornouaille britannique, s’appelait Sanctus Kekoledocus. puis devint St-Ké-Colodoc, Saint-Ké du Port, St-Quay-Etables, et enfin St-Quay-Portrieux .Les cahiers de la paroisse de saint Quay Collodoc rapportent comment son chef arriva comme relique dans la ville, donné en l’an 1596, par la « Dame des Fontaines » de Saint-Malo, en présence de Maurice Guillemot, prieur de Beauport.

#### Languenan
Le nom de Saint-Ke ou Kenan, surnommé Collédoc : Saint Ké est aussi sous le nom de Collodan, patron de Plogoff (église paroissiale de Saint Collodan) : mais pas pour tous les hagiographes! Joseph Loth distingue saint « Collodan » et saint « Collodoc » comme deux saints distincts ; une église actuellement Saint Guénolé portait aussi jadis le nom de sant Collodan sur l'île de Sein. Le nom Kenan a aussi donné Saint-Quenan de Plouguerneau et Guenan dans Pleguenan et apparaît dans  Languenan, paroisse du diocèse actuel de Saint-Brieuc (paroisse du diocèse actuel de Saint-Brieuc, Lan-Kenan, église de Saint-Kenan). Coat-Quenan, Enez-venan, Trehénan, Lesvenan, Kervenann  près de Sizun. Il pourrait cependant s'agir d'un autre St Kenan, de la Paroisse de Plouguerneau, sous St Jaouen ou bien encore de saint Guénau ou Guénaël, moine et évêque, apôtre en Irlande et en Angleterre, issu de l'abbaye de Landevennec, contemporain de st Ké  sous Hoël Ie et fondateur de trois monastères.

#### Autres toponymes

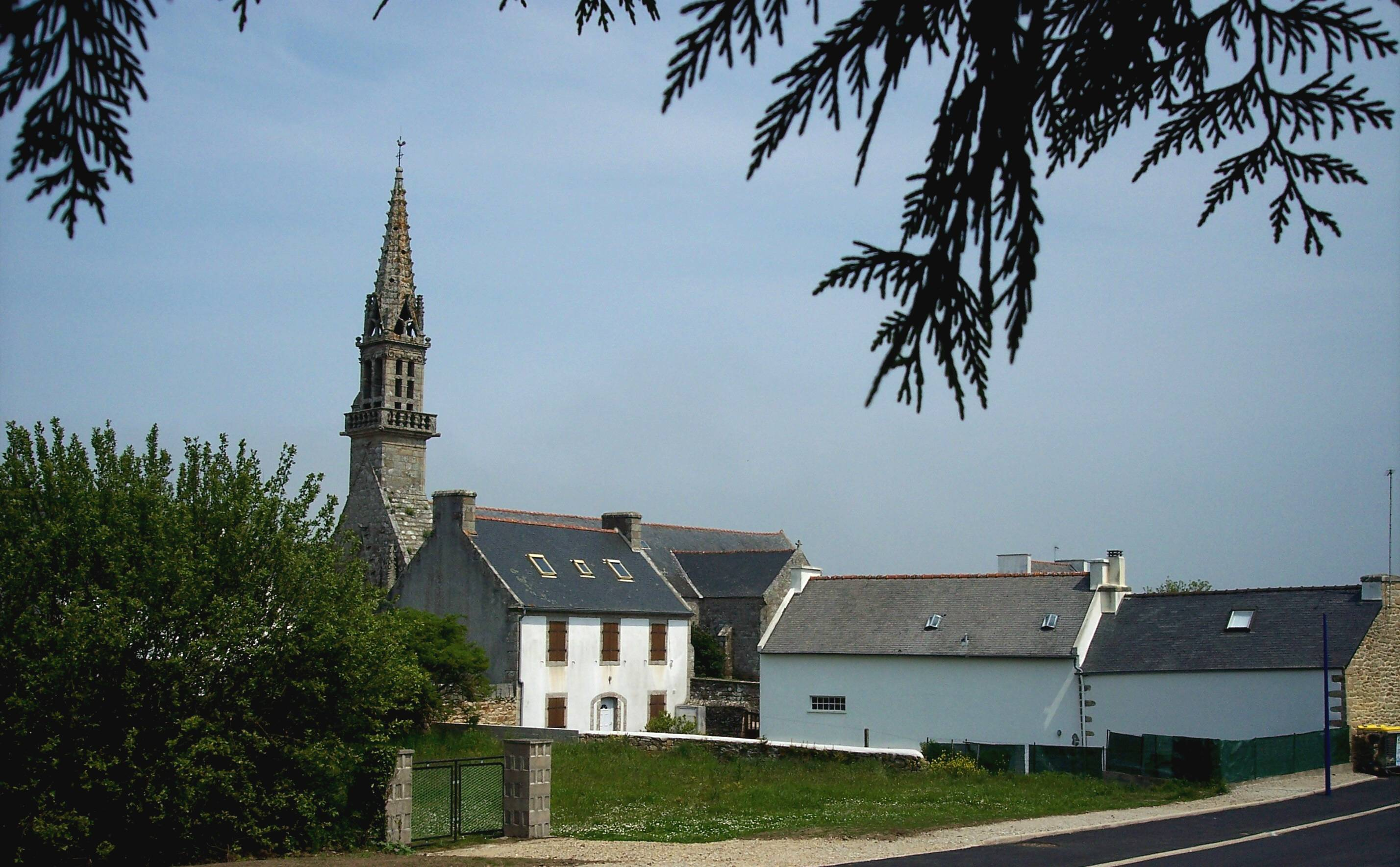
Église Saint-Collodan de Plogoff (Saint-Kea)

- Plogoff, église Saint-Collodan. Avec une inscription sur un vitrail : « Comment S. Colodoc venant de Grande-Bretagne en Armorique s'établit à Cléden ». Une statue le représente[76] et une fontaine de Saint-Ké existe à proximité, plus connue désormais sous le nom de « Fontaine de Saint-Guénolé »[77].
- Kergolezec, pour « Colezec », Crozon.
- L'ancienne église paroissiale de l'Île-de-Sein était consacrée à saint Collodan[78].
- Quévert dans les Côtes-d'Armor et Querrien dans le Morbihan.

## Traditions autour de St Ké

### Pardon
Un pardon se déroule chaque 3e dimanche de juillet à Cléder à Leslaou (fontaine St Ké), avec l'association Kermargar-Saint-Ké et le 12 septembre le Pardon de St Collodan et Fiacre à Plogoff. Il était autrefois fêté le 5/7 novembre et actuellement le 7/8 octobre (date incertaine). À Cléder, Saint Ké, 1er dimanche de juillet. Invoqué pour les bestiaux.Comme Santig Du et Antoine de Padoue, fait retrouver les objets perdus.

### Iconographie
Patron de Cléder, primitif de Lan-Guenan, de Plouguerneau, de Saint-Quay-Perros, de Saint-Quay-de-Port.
- Chapelles à Glomel, à L'Hermitage, à Plélo, Ploëzal, à Saint-Guéno, à Plogoff.
- Honoré à Saint-Michel-Glomel, à Saint-Brieuc qui possède un de ses os dans sa cathédrale.
- En ermite, une bêche à la main, à Plouguerneau.
- Costume sacerdotal, lisant dans un livre auquel une cloche est suspendue, un cerf accroupi à ses pieds ; chapelle de N.-D. d'Espérance.
- En chasuble et mitré, tenant à la main gauche un rouleau à moitié déployé, une clochette déposée à ses pieds, prêchant ; statue du XVe siècle, à Cléder[80].
- La clochette de saint Ké faite par le fondeur Gildas le Sage aurait été conservée à   Douarnenez[81].Elle tintait seule, dit une chronique au sujet de Koladec, avertissant le saint du bien qu'il devait faire et du mal qu'il pouvait éviter. C'est pour cela que le dicton suivant, dit que la clochette de st Colladoc était sa conscience[82]. La clochette rappelle celle des lépreux en Angleterre : avant d'être saint, Ké se désigne comme « lépreux », pécheur. Les lépreux représentent, dans la pensée des Pères de l'Église, l'homme pécheur. C'est aussi un attribut monastique.

### Sentence
Un proverbe nous est resté : Ar goustians, gant he tik-tok, A zo c'hloc'hik Sunt Kolledoc. (« La Conscience, avec son tic-tac, est la cloche de Saint Collodoc ».) Cette cloche, que tient saint Ké, sur la statue de l'église de Cléder, avait été fondue par st Gildas le Sage.

### Gwerz de Saint Ké
Dans la Vie des saints de Basse Bretagne d'Albert Le Grand se trouve en appendice de la Vie de Saint Ké, une gwerz de ce saint en breton dont aucune traduction ne semble avoir été faite. Ce poème de trente six  huitains daterait de 1600 environ.
- Guers an aotrou sant Ké